# Gabriel Saldívar Silva
Gabriel Saldívar Silva, o Gabriel Saldívar y Silva, (Jiménez, Tamaulipas; 5 de septiembre de 1909-Ciudad de México, 18 de diciembre de 1980) fue un musicólogo, maestro e historiador mexicano. 

## Biografía
Vio la luz primera en Santander Jiménez, Tamaulipas, en el año de 1909. Sintió inclinación al estudio desde su temprana mocedad y así fue como en 1929, terminados sus estudios de secundaria y preparatoria, ingresó en la Facultad de Medicina de la UNAM y se entregó a cursar la carrera durante cinco años, pero comprendiendo que su verdadera vocación era la historia, la dejó de lado para adentrarse en la investigación al lado de maestros notables como Andrés Molina Enríquez, Luis González Obregón, Alfonso Toro, Nicolás Rangel y otros. 
Se internó por los senderos de la investigación musical logrando elaborar en unión de su esposa señora Elisa Osorio Bolio de Saldívar, una Historia de la Música en México en el periodo prehispánico y virreinal (1934), ampliamente elogiada en la URSS por la Enciclopedia Soviética. Sustentó durante un tiempo las cátedras de Historia Universal de México y del solar provinciano en la Escuela Normal Preparatoria de Ciudad Victoria. La Secretaría de Agricultura y Fomento le confió la Jefatura de Publicidad y Prensa y en 1931 dio a conocer dos volúmenes de la Biblioteca Agrícola y Agraria de México redactados en colaboración con Luis Castillo Ledón y Rita Martínez, prologando la obra Marte R. Gómez. 
En 1936 fue enviado por parte de la Universidad Nacional de México al Valle del Mezquital en donde realizó importante labor como musicólogo e historiador. El resultado de sus investigaciones, que finalmente fue depositado en el Instituto de Investigaciones Estéticas de dicha Universidad, fue plagiado y publicado aquel mismo año por el musicólogo poblano Vicente T. Mendoza quien trabajó como colaborador de Saldívar en aquel proyecto.
Tenaz investigador, ha dado a conocer valiosos documentos de la historia tamaulipeca y de la nación en su época virreinal y en el periodo de insurgencia, compilados los primeros en siete volúmenes que intituló Archivo de la Historia de Tamaulipas. Fue Director de los Seminarios de Historia de la Revolución Mexicana y dio cursos de Verano en las Escuelas de Ciencias Políticas y de Filosofía y Letras de la UNAM; en la Escuela de Graduados de la UNAM. Actuó como profesor de musicología mexicana proyectada en dos vertientes: una en torno a la música y otra en torno al folklore mexicano. Fruto de sus acuciosas investigaciones, deja un amplio repertorio de manuscritos y bibliografía tamaulipeca que junto con su biblioteca fue adquirida por el Estado de Tamaulipas, por acuerdo del gobernador Emilio Martínez Manatou, entregándose para su uso y custodia a la Biblioteca Pública del Estado Marte R. Gómez. Disertó en muchos sitios de temas musicales y son de mencionarse sus Ocho Conferencias sobre fuentes y documentos de la Historia Musical de México pronunciadas en la Escuela de Graduados que amplió sus lecciones anteriormente mencionadas. Pero su obra de mayor relieve para el conocimiento local es su Historia Compendiada de Tamaulipas (1945) que guarda el mérito de ser la primera obra historiográfica general de dicho estado y que fue patrocinada por el entonces gobernador Magdaleno Aguilar Castillo. 
Colaboró intensamente con notas y artículos en la Enciclopedia de México y en los Libros del Año de esta misma; en la primera apareció una monografía de Tamaulipas. Colaboró como investigador y conferencista en el Instituto de Investigaciones Históricas de la UAT. Falleció en la Ciudad de México de síncope cardiaco el 18 de diciembre de 1980. Fue miembro de la Sociedad Mexicana de Geografía y Estadística y de otras instituciones; recibió la medalla Pedro J. Méndez otorgada por el Gobierno del Estado de Tamaulipas, y otras distinciones.

## Obras publicadas
- Historia de la Música en México (épocas precortesiana y colonial), en 1934.
- Publicación prologada de El Diario de Fray Simón del Hierro, en 1941.
- El Primer Diputado Tamaulipeco al Congreso General, Don José Antonio Gutiérrez de Lara, en 1942.
- Los Indios de Tamaulipas, en 1943.
- Historia Compendiada de Tamaulipas, en 1945.
- Archivo de la Historia de Tamaulipas (7 tomos), en 1946.
- Sor Juana Inés de la Cruz y la Corte de su tiempo.
- Fuentes Mexicanas para el Estudio de la Segregación de Texas, inédito.
- Mariano Elizaga y las canciones de la Independencia, en 1974.
- La Rebelión de Catarino Garza en la frontera de Tamaulipas. 6 vols.
- Bibliografía Mexicana de Musicología y Musicografía.
- El Jarabe Tapatío, baile popular mexicano.
- Primeros Actos Culturales en la Provincia de Nuevo Santander, en 1979.
- Refranero musical mexicano, en 1983 (póstuma).